# 冈格尼尔

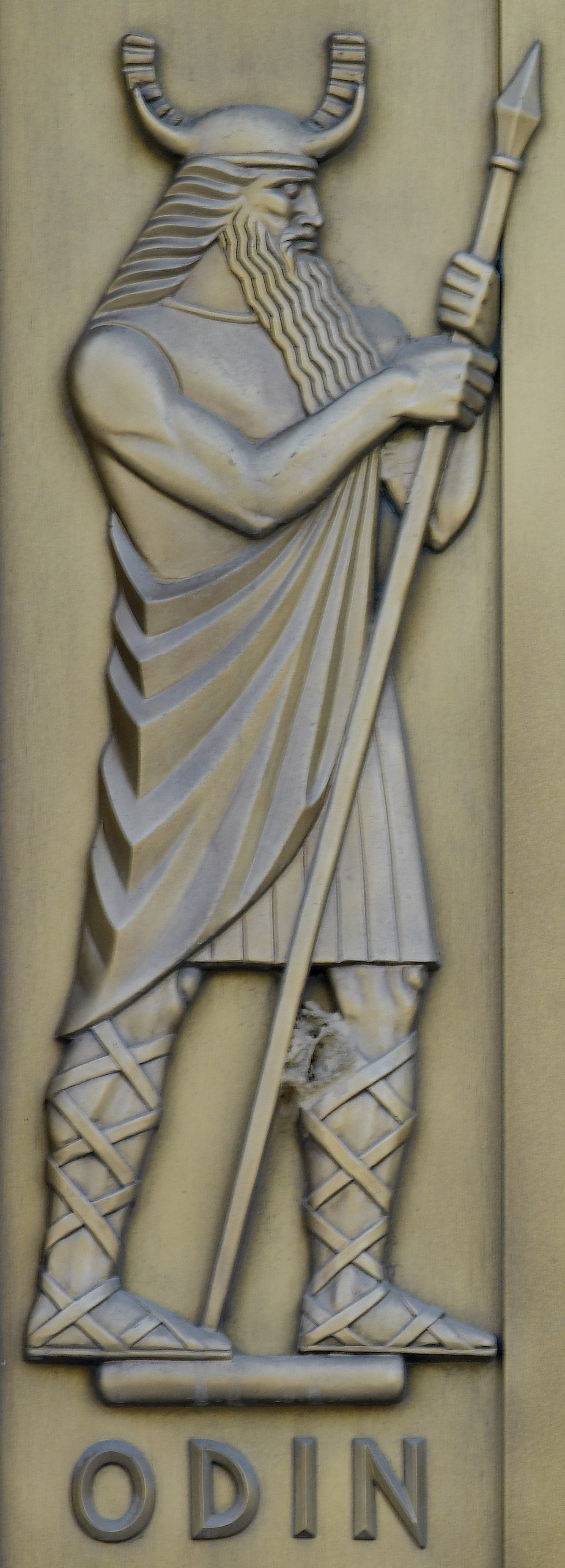
手持冈格尼尔的奧丁刻像（1939年）

冈格尼尔（德語：Gungnir，也譯作永恆之槍、昆古尼爾、贡格尼尔），此槍是北歐主神奧丁的所有物。至於之名的由來，有人認為是以聲音表現出「貫穿」這個動作的說法最為可靠。阿薩神族和華納神族開戰時，就是由奧丁拿著此槍投出第一擊。相傳維京人在作戰時，會由指揮官先向敵人投擲長槍，就是承襲自此。 奥丁曾用此枪破坏齐格飞的圣剑格拉墨。

## 文學記載

### 《詩體埃達》
在《詩體埃達》的《沃盧斯帕》中，阿薩神族與華納神族二者之戰爭是由於奧丁將一根長槍拋過華納神族頭頂引起的，儘管不知道這柄長槍是否就是昆古尼爾。在《Sigrdrífumál》中，女武神希格德利法建議齊格菲使用具有魔法力量的盧恩文字。

### 《散文埃達》
|                | Then Loki gave Odin the spear Gungnir, and to Thor the hair which Sif was to have, and Skídbladnir to Freyr, and told the virtues of all these things: that the spear would never stop in its thrust; the hair would grow to the flesh as soon as it came upon Sif's head; and Skídbladnir would have a favoring breeze as soon as the sail was raised, in whatsoever direction it might go, but could be folded together like a napkin and be kept in Freyr's pouch if he so desired. |
| ——《散文埃達》 | |

其中“never stop in its thrust”可以理解成“在穿刺的过程中不会被阻挡”，符合“贯穿”的描述，但不具有“必中”之意。
根據《散文埃達》的《斯騙古魯菲》，頭戴黃金頭盔，一身鎖子甲，手執冈格尼尔的奧丁於諸神之黃昏帶領英靈戰士作戰。然後，他會以長槍攻擊巨狼芬里爾。
在《詩語法》中有更多關於此槍的描寫。昆古尼爾由侏儒按鐵匠侏儒杜華林之命鑄煉（即伊瓦第的兒子，Sons of Ivaldi）的，後來洛基從侏儒手上取得冈格尼尔，送給曾被他剃光頭髮的希芙作為補償。

## 來源文獻
1. ↑  佐藤俊之. . 奇幻基地. 2005年4月29日: 18~21. ISBN 9867576721 （中文（臺灣））.
2. ↑  幻想世界史研究會. . 奇幻. 楓樹林出版社. 2016/04/01: 84–85. ISBN 978-986-5688-48-6.
3. ↑  .   [2009-06-23]. （原始内容存档于2017-11-10）.
4. ↑  .   [2009-06-23]. （原始内容存档于2015-12-20）.